# Heinrichsdorf (Rheinsberg)
Heinrichsdorf ist ein Ortsteil der Stadt Rheinsberg, einer der flächengrößten deutschen Gemeinden. Der Ortsteil hatte am 1. März 2023 73 Einwohner.

## Lage und Topologie
Heinrichsdorf liegt etwa sieben Kilometer südöstlich von Rheinsberg an der Straße nach Lindow (Mark) im Ruppiner Land. Im Norden verläuft die Südgrenze des Rheinsberger Seengebiets (oder Rheinsberger Beckens).

## Geschichte

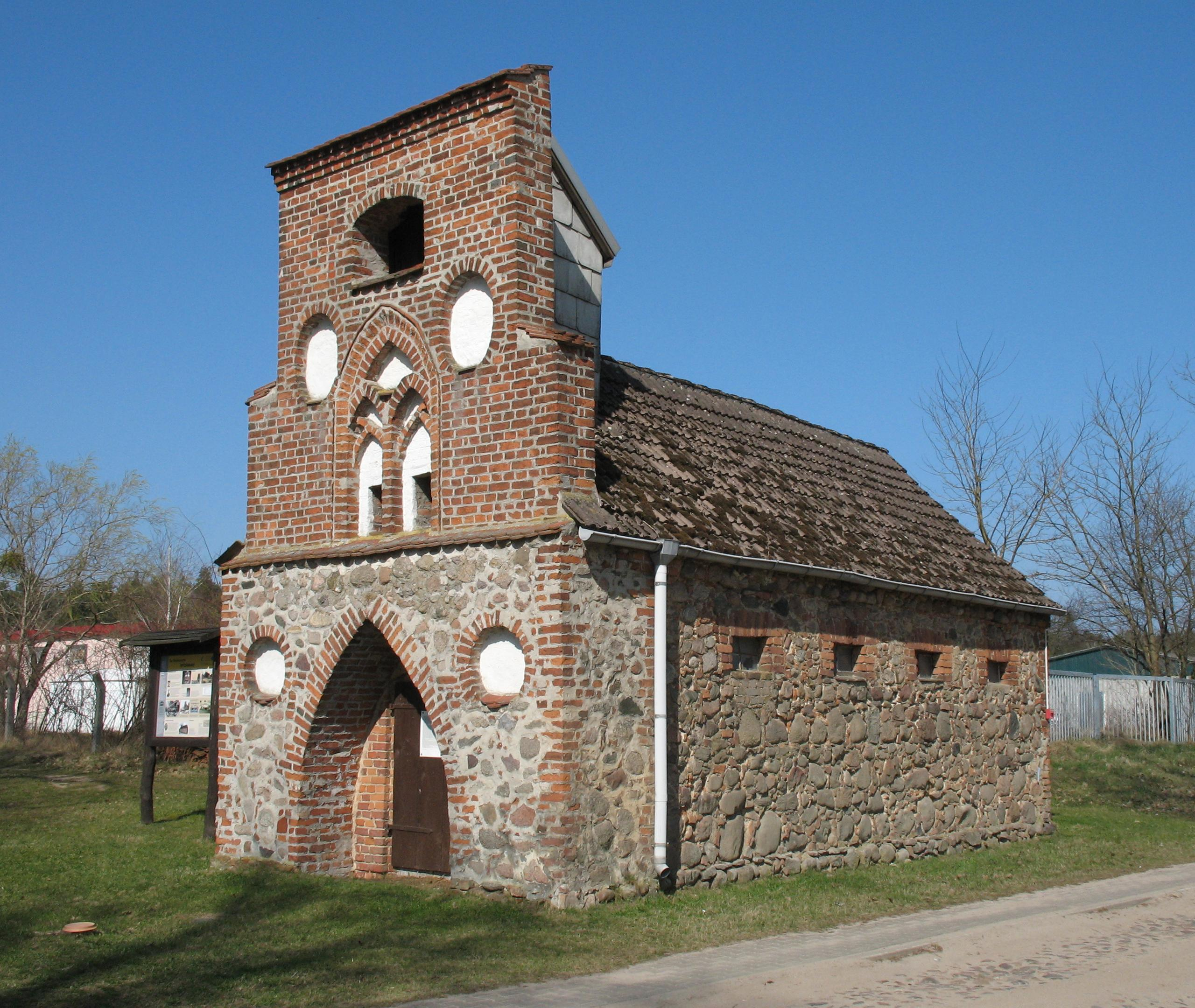
Spritzenhaus

Etwa ein Kilometer südöstlich des heutigen Dorfes wurde 1973 eine spätslawische Siedlungsstelle mit etwa zehn Hausgrundrissen entdeckt, die sich als dunkle Bodenverfärbungen bemerkbar machen. Über eine mittelalterliche Siedlung ist nichts bekannt. Die Hohenzollern kauften Rheinsberg 1734 und so gelangte auch die wüste Mark in deren Besitz. König Friedrich der Große (reg. 1740 bis 1786) schenkte seinem Bruder, dem Prinzen Heinrich, im Jahr 1744 Rheinsberg und die Umgebung. Dieser ließ Heinrichsdorf 1750 als eine Kolonie mit sieben Bauern und zwei Büdnern anlegen, die keine Abgaben zu entrichten hatten und von der Grundsteuer befreit waren. Um 1800 wohnten hier neun Ganzbauern und vier Einlieger (zusammen 94 Personen), die Landwirtschaft betrieben. Zwischen 1804 und 1807 wurde aus Feld- und Backsteinen ein Spritzenhaus errichtet, das im neugotischen Stil gehalten war, dessen Feuerlöschanlage jedoch nicht zwei Großfeuer in den Jahren 1826 und 1832 verhindern konnte, die das Dorf praktisch vernichteten. Nur zwei Höfe blieben übrig. 1907 wurde eine Schule für die Kinder aus Heinrichsdorf, Köpernitz und Heinrichsfelde errichtet, die auch für Gottesdienste verwendet wurde.
1974 zählte Heinrichsdorf 243 Einwohner.